# Arenaberg (Schiff)
Der Glattdeckdampfer Arenaberg war ein Schaufelraddampfer, der auf dem Bodensee und dem Hochrhein verkehrte.

## Geschichte
Nach der Übernahme der Schweizerischen Dampfboot-Aktiengesellschaft durch die Schweizerische Nordostbahn wurde der Schiffsverkehr zwischen Schaffhausen und Konstanz 1863 wegen der neuen Bahnstrecke Waldshut–Konstanz eingestellt. Proteste der Uferbevölkerung führten 1864 zur Gründung der Schweizerischen Dampfbootgesellschaft. Diese liess von Escher, Wyss & Cie. zwei baugleiche Glattdeckdampfer, die Arenaburg und die Rheinfall bauen, die 1865 in Dienst gestellt wurden.
Die Schiffe verkehrten auf der Strecke zwischen Schaffhausen und Konstanz, wobei Schaffhausen der Heimathafen war. Auf der Strecke musste dreimal der Kamin umgelegt werden, nämlich bei der Durchfahrt unter der Rheinbrücke Diessenhofen, der Rheinbrücke Stein am Rhein und der Rheinbrücke Konstanz. Die Arenaburg war nach dem Schloss Arenenberg benannt, das sich etwas oberhalb des Untersees befindet.
In der Nacht zum 13. Oktober 1900 sank die vor der Werft in Langwiesen liegende Arenaberg, weil bei Reparaturarbeiten der Wasserhahn am Kessel geöffnet worden war und dadurch Wasser eindringen konnte. Das Schiff wurde kurz darauf gehoben und repariert. Am 25. November 1904 lief die Arenaberg bei der Bibermühle im Nebel auf Grund und konnte erst nach vier Tagen wieder flott gemacht werden. Am 5. Juni 1911 kollidierte das Schiff wie schon 1875 mit der Rheinbrücke in Diessenhofen, wobei beträchtlicher Sachschaden entstand. Die Fahrgäste wurden mit Leitern auf die Brücke gerettet.
Im Ersten Weltkrieg brach der Verkehr auf dem Rhein so stark ein, dass ein Verkauf der Arenaberg wie auch ihres mittlerweile in Neptun umbenannten Schwesterschiffs an die Badische Staatseisenbahnen im Gespräch war. Die Arenaberg wurde 1918 ausser Dienst gestellt und 1924 abgebrochen. 1925 mietete die Schweizerische Dampfbootgesellschaft die Konstanz, die sie 1936 käuflich erwarb.